# Paul Dacoury-Tabley
Paul Dacoury-Tabley (ur. 5 października 1934 w Kpapékou) – iworyjski duchowny rzymskokatolicki, w latach 1994-2010 biskup Grand-Bassam.

## Życiorys
Święcenia kapłańskie przyjął 27 grudnia 1961. 9 kwietnia 1979 został prekonizowany biskupem pomocniczym Abidżanu ze stolicą tytularną Castra Severiana. Sakrę biskupią otrzymał 22 lipca 1979. 19 grudnia 1994 został mianowany biskupem Grand-Bassam. 27 marca 2010 przeszedł na emeryturę.